# Équipe de Belgique de curling
L'équipe de Belgique de curling est la sélection qui représente la Belgique dans les compétitions internationales de curling.
En 2017, l'équipe nationale est classé comme nation numéro 33 chez les hommes.

## Historique
En Belgique, il y a actuellement trois clubs en région flamande avec Zemst, Gand et Turnhout avec 97 curlers en mars 2018

## Palmarès et résultats

### Palmarès masculin
Titres, trophées et places d'honneur
- Jeux Olympiques : aucune participation
- Championnats du monde : aucune participation
- Championnats d'Europe Hommes - Division B depuis 2012 (6 participation(s))
  - Meilleur résultat : Tie-break en 2013

### Palmarès féminin
Titres, trophées et places d'honneur
- Jeux Olympiques : aucune participation
- Championnats du monde : aucune participation
- Championnats d'Europe - Division C depuis 2011 (1 participation(s))

### Palmarès mixte
Titres, trophées et places d'honneur
- Jeux Olympiques : aucune participation
- Championnat du Monde Doubles Mixte depuis 2015 (1 participation(s))
  - Meilleur résultat : 8ème pour : Championnat du Monde Doubles Mixte - Groupe A

### Palmarès curling en fauteuil
- aucune participation